# Circonscription électorale de Tochigi
La circonscription électorale de Tochigi (栃木県選挙区, Tochigi-ken senkyo-ku) est une subdivision électorale de la Chambre des conseillers du Japon, représentant la préfecture de Tochigi. Deux conseillers y sont élus au scrutin uninominal majoritaire à un tour.

## Conseillers
| Série 1                           | Série 1                             | Série 1                         | Série 1                         | Élection                  | Série 2                          | Série 2                          | Série 2                         | Série 2                         |
| 1er (1947 : 1er, mandat de 6 ans) | 1er (1947 : 1er, mandat de 6 ans)   | 2e (1947 : 2e, mandat de 6 ans) | 2e (1947 : 2e, mandat de 6 ans) | Élection                  | 1er (1947 : 3e, mandat de 3 ans) | 1er (1947 : 3e, mandat de 3 ans) | 2e (1947 : 4e, mandat de 3 ans) | 2e (1947 : 4e, mandat de 3 ans) |
| --------------------------------- | ----------------------------------- | ------------------------------- | ------------------------------- | ------------------------- | -------------------------------- | -------------------------------- | ------------------------------- | ------------------------------- |
|                                   | Sadakichi Ōshima (ja) (PD)          |                                 | Shōzaburō Iwasaki (ja) (PSJ)    | 1947                      |                                  | Risuke Tonooka (ja) (PD)         |                                 | Haruhiko Uetake (ja) (Ind.)     |
| ,1947                             | Sadakichi Ōshima (ja) (PD)          | Kikuji Okada (ja) (PD)          | Shōzaburō Iwasaki (ja) (PSJ)    |                           |                                  |                                  |                                 | Haruhiko Uetake (ja) (Ind.)     |
| 1950                              | Sadakichi Ōshima (ja) (PD)          |                                 | Shōzaburō Iwasaki (ja) (PSJ)    | Sukeji Sōma (ja) (PSJ)    |                                  | Haruhiko Uetake (PL)             |                                 |                                 |
|                                   | Takeshi Tokano (ja) (PSJ de gauche) |                                 | Seiichirō Satō (ja) (PL)        | Sukeji Sōma (ja) (PSJ)    | 1953                             | Haruhiko Uetake (PL)             |                                 |                                 |
| 1956                              | Takeshi Tokano (ja) (PSJ de gauche) |                                 | Seiichirō Satō (ja) (PL)        | Sukeji Sōma (ja) (PSJ)    | Haruhiko Uetake (PLD)            |                                  |                                 |                                 |
|                                   | Takeshi Tokano (PSJ)                |                                 | Michio Yuzawa (PLD)             | Sukeji Sōma (ja) (PSJ)    | Haruhiko Uetake (PLD)            | 1959                             |                                 |                                 |
| 1962                              | Takeshi Tokano (PSJ)                |                                 | Michio Yuzawa (PLD)             | Haruhiko Uetake (PLD)     |                                  | Seiichi Inaba (ja) (PSJ)         |                                 |                                 |
| Tokuya Tsuboyama (ja) (PLD)       | Takeshi Tokano (PSJ)                | 1963,                           |                                 | Haruhiko Uetake (PLD)     |                                  | Seiichi Inaba (ja) (PSJ)         |                                 |                                 |
|                                   | Yuzuru Funada (ja) (PLD)            | Kensaku Tamura (ja) (PLD)       | 1965                            | Haruhiko Uetake (PLD)     |                                  | Seiichi Inaba (ja) (PSJ)         |                                 |                                 |
| 1968                              | Yuzuru Funada (ja) (PLD)            | Kensaku Tamura (ja) (PLD)       |                                 | Haruhiko Uetake (PLD)     | Noboru Yano (ja) (PLD)           |                                  |                                 |                                 |
|                                   | Takeshi Tokano (PSJ)                | Yuzuru Funada (PLD)             | 1971                            | Haruhiko Uetake (PLD)     | Noboru Yano (ja) (PLD)           |                                  |                                 |                                 |
| 1974                              | Takeshi Tokano (PSJ)                | Yuzuru Funada (PLD)             |                                 | Takashi Ōtsuka (ja) (PSJ) |                                  | Tomoji Ōshima (ja) (Ind.)        |                                 |                                 |
| Noboru Yano (PLD)                 | Takeshi Tokano (PSJ)                | 1974,                           |                                 | Takashi Ōtsuka (ja) (PSJ) |                                  | Tomoji Ōshima (ja) (Ind.)        |                                 |                                 |
|                                   | Junzō Iwasaki (ja) (PLD)            |                                 | Takeshi Tokano (PSJ)            | Takashi Ōtsuka (ja) (PSJ) | 1977                             | Tomoji Ōshima (ja) (Ind.)        |                                 |                                 |
| 1980                              | Junzō Iwasaki (ja) (PLD)            |                                 | Takeshi Tokano (PSJ)            | Mayumi Moriyama (PLD)     |                                  | Tomoji Ōshima (PLD)              |                                 |                                 |
| Yūbun Ueno (ja) (PSJ)             | Junzō Iwasaki (ja) (PLD)            | 1983,                           |                                 | Mayumi Moriyama (PLD)     |                                  | Tomoji Ōshima (PLD)              |                                 |                                 |
|                                   | Yūbun Ueno (PSJ)                    |                                 | Junzō Iwasaki (PLD)             | Mayumi Moriyama (PLD)     | 1983                             | Tomoji Ōshima (PLD)              |                                 |                                 |
| 1986                              | Yūbun Ueno (PSJ)                    |                                 | Junzō Iwasaki (PLD)             | Mayumi Moriyama (PLD)     |                                  | Tomoji Ōshima (PLD)              |                                 |                                 |
| 1989                              | Yūbun Ueno (PSJ)                    |                                 | Junzō Iwasaki (PLD)             | Mayumi Moriyama (PLD)     |                                  | Tomoji Ōshima (PLD)              |                                 |                                 |
| 1992                              | Yūbun Ueno (PSJ)                    | Tetsurō Yano (ja) (PLD)         | Junzō Iwasaki (PLD)             | Mayumi Moriyama (PLD)     |                                  |                                  |                                 |                                 |
|                                   | Junzō Iwasaki (PLD)                 | Tetsurō Yano (ja) (PLD)         |                                 | Mayumi Moriyama (PLD)     | Masayuki Kunii (ja) (PRD)        | 1995                             |                                 |                                 |
| ,1996                             | Junzō Iwasaki (PLD)                 | Tetsurō Yano (ja) (PLD)         | Itten Kamiyoshihara (ja) (PLD)  |                           | Masayuki Kunii (ja) (PRD)        |                                  |                                 |                                 |
| 1998                              | Junzō Iwasaki (PLD)                 | Tetsurō Yano (ja) (PLD)         |                                 | Susumu Yanase (ja) (PDJ)  | Masayuki Kunii (ja) (PRD)        |                                  |                                 |                                 |
| Masayuki Kunii (PLD)              |                                     | Tetsurō Yano (ja) (PLD)         | Hiroyuki Tani (ja) (PDJ)        | Susumu Yanase (ja) (PDJ)  | 2001                             |                                  |                                 |                                 |
| Masayuki Kunii (PLD)              | 2004                                | Tetsurō Yano (ja) (PLD)         | Hiroyuki Tani (ja) (PDJ)        | Susumu Yanase (ja) (PDJ)  |                                  |                                  |                                 |                                 |
|                                   | Hiroyuki Tani (PDJ)                 | Tetsurō Yano (ja) (PLD)         | –                               | –                         | 2007                             |                                  |                                 |                                 |
| 2010                              | Hiroyuki Tani (PDJ)                 |                                 | –                               | –                         | Michiko Ueno (PLD)               | –                                | –                               |                                 |
|                                   | Katsunori Takahashi (ja) (PLD)      | 2013                            | –                               | –                         | Michiko Ueno (PLD)               | –                                | –                               |                                 |
| 2016                              | Katsunori Takahashi (ja) (PLD)      |                                 | –                               | –                         | Michiko Ueno (PLD)               | –                                | –                               |                                 |
| 2019                              | Katsunori Takahashi (ja) (PLD)      |                                 | –                               | –                         | Michiko Ueno (PLD)               | –                                | –                               |                                 |
| 2022                              | Katsunori Takahashi (ja) (PLD)      |                                 | –                               | –                         | Michiko Ueno (PLD)               | –                                | –                               |                                 |
| 2025                              | Katsunori Takahashi (ja) (PLD)      |                                 | –                               | –                         | Michiko Ueno (PLD)               | –                                | –                               |                                 |